# Frank Siebeck
Frank Siebeck (* 17. srpna 1949, Schkeuditz, Sasko) je bývalý německý atlet, překážkář, který reprezentoval tehdejší NDR.